# Kaimana (Regierungsbezirk)
Kaimana ist ein indonesischer Regierungsbezirk (Kabupaten) in der indonesischen Provinz Papua Barat auf der Insel Neuguinea. Stand 2020 leben hier circa 64.500 Menschen. Der Regierungssitz des Kabupaten Kaimana ist die gleichnamige Stadt Kaimana. In der Osthälfte des Bezirks erstreckt sich das Lengguru-Massiv.

## Geographie
| Distrikt Distrik   | Dörfer Kampung | Fläche [km²] | Einwohner 2020 | Bevölkerungs- dichte |
| ------------------ | -------------- | ------------ | -------------- | -------------------- |
| Buruway            | 10             | 3.884,56     | 4.199          | 1                    |
| Kaimana            | 19             | 3.655,40     | 44.270         | 12                   |
| Kambrau            | 7              | 234,16       | 2.472          | 10                   |
| Teluk Arguni Atas  | 24             | 2.809,59     | 5.028          | 2                    |
| Teluk Arguni Bawah | 15             | 762,68       | 3.401          | 4                    |
| Teluk Etna         | 5              | 1.357,07     | 3.227          | 2                    |
| Yamor              | 6              | 3.264,92     | 1.891          | 1                    |

Kaimana liegt im Süden der Provinz Papua Barat auf der Bomberai-Halbinsel. Dort bildet es den südlichen Teil der Halbinsel. Im Norden grenzt es an die Regierungsbezirke Fakfak, Teluk Bintuni und Teluk Wondama. Im Osten reicht es an die Provinz Papua und der Süden wird vom Meer abgegrenzt. Administrativ unterteilt sich Kaimana in sieben Distrikte (Distrik) mit 84 Dörfern (Kampung) und zwei Kelurahan.

## Einwohner
2020 lebten in Kaimana 64.488 Menschen. Die Bevölkerungsdichte beträgt 4 Personen pro Quadratkilometer. 49 Prozent der Einwohner sind Protestanten, 42 Prozent Muslime und 9 Prozent Katholiken.